# René Béhaine
René Béhaine, eigentlich: René Behenne, (* 17. Juni 1880 in Vervins; † 3. Januar 1966 in Villefranche-sur-Mer) war ein französischer Romanschriftsteller.  

## Leben
René Behenne schrieb unter dem Pseudonym René Béhaine von 1899 bis 1959 an den 16 Bänden seines Romanzyklus Histoire d’une société (Geschichte einer Gesellschaft), der von Albert Feuillerat und Maurice Chapelan (1906–1992) gewürdigt wurde, aber insgesamt wenig Erfolg hatte. Feuillerat nannte Béhaine einen Vorläufer von Marcel Proust. Pierre Borel (1929–2020) sprach 1960 von ihm als einem maître à penser (Vordenker). 1961 wurde er für den Nobelpreis vorgeschlagen. Alain Rey lobte seine Gestaltungskraft, seine Gabe der Zusammenfassung und das Pathos seiner Überzeugungen.
Béhaine erhielt 1958 den Preis Grand prix de littérature der Société des gens de lettres und 1965 den Prix Dumas-Millier der Académie française.

## Werke (Auswahl)
- La Conquête de la vie. Chamuel, Paris 1899.
- Histoire d’une société. 16 Bde. 1904–1959. (Bde. 2–11, Grasset, Paris; 12, Mercure de France, Paris; 13, Robert Laffont, Paris ; 14–16, Éditions du Milieu du Monde, Genf)
  - 1. Les Nouveaux venus. 1908. (1904 im Verlag Clerget als Teildruck unter dem Titel Alfred Varambaud; 1908 im Verlag Eugène Charpentier vollständig unter dem Titel Alfred Varambaud. Céline Armelle. Michel Varambaud; ab 1928 im Verlag Grasset unter dem endgültigen Titel)
  - 2. Les Survivants. 1914.
  - 3. Si jeunesse savait... 1919.
  - 4. La Conquête de la vie. 1924.
  - 5. L’Enchantement du feu. 1926.
  - 6. Avec les yeux de l’esprit. 1928.
  - 7. Au prix même du bonheur. 1930.
  - 8. Dans la foule horrible des hommes. 1932.
  - 9. La Solitude et le silence. 1933.
  - 10. Les Signes dans le ciel. 1936.
  - 11. O peuple infortuné ! 1936.
  - 12. Le Jour de gloire. 1939.
  - 13. Sous le char de Kâli. 1948.
  - 14. La Moisson des morts. 1957.
  - 15. L’Aveugle devant son miroir. 1958.
  - 16. Le seul amour. 1959.
- Histoire d’une société. Pages choisies. Hrsg. Xavier Soleil. Nivoit, Niherne 2006. (mit einem Brief von Michel Déon)